# Brad Dutz
Brad Dutz (* 1960 in Decatur, Alabama) ist ein US-amerikanischer Perkussionist.
Dutz studierte zunächst an der University of North Texas und am Berklee College of Music, bevor er 1982 nach Los Angeles ging. Dort traf er bald auf Maynard Ferguson und tourte mit ihm quer durch die USA.
Seitdem hat er mehrere Solo-Alben produziert, ist aber auch immer wieder als Gast-Musiker in vielen Veröffentlichungen vertreten, so z. B. bei David Benoits Every Step of the Way, 1988. Weitere Mitspielgelegenheiten ergaben sich bei Alanis Morissette, Kiss, Willie Nelson, LeAnn Rimes, Rickie Lee Jones, Terence Trent D’Arby, Leo Kottke oder Vinny Golia.
1995 veröffentlichte er in Zusammenarbeit mit Warner Brothers und Interworld acht Videos für Einsteiger auf dem Gebiet der Handperkussion. Er selbst beherrscht und spielt folgende Instrumente: Congas, Berimbau, Bata, Bodhrán, Bones, Pandiero, Demes, Tabla, Kanjira, Doumbec und andere.

## Weblink
- Webpräsenz (englisch)

| Personendaten    | Personendaten                        |
| ---------------- | ------------------------------------ |
| NAME             | Dutz, Brad                           |
| KURZBESCHREIBUNG | US-amerikanischer Perkussionist      |
| GEBURTSDATUM     | 1960                                 |
| GEBURTSORT       | Decatur, Alabama, Vereinigte Staaten |